# Auswege
Auswege (im Original: Labyrint) ist ein Roman der niederländisch-deutschen Autorin Elisabeth Augustin, der 1955 veröffentlicht wurde und in deutscher Übersetzung erstmals  1988 erschien. 

## Handlung
Kurz nach Ende des Zweiten Weltkriegs reisen drei deutsche Emigranten von Amsterdam an die Nordsee. Marianne und Paul hatten bereits Mitte der 30er Jahre in Holland Zuflucht vor den Nationalsozialisten gesucht, während Viktor, die Jugendliebe Mariannes, erst während der deutschen Besatzungszeit bei ihnen untergeschlüpft war. Diese Reise soll die Aussöhnung zwischen Paul und Marianne bringen sowie ihre Lösung von Viktor erreichen. Allerdings geraten die beiden Männer in Streit. Marianne wird hingegen von Vorahnungen getrieben und verlangt die sofortige Heimreise, um nach ihrer Tochter Dorle schauen zu können. Diese ist jedoch spurlos verschwunden. Angesichts des möglichen Todes lassen alle drei ihr Leben Revue passieren. In einem Mosaik aus Erinnerungen, Reflexionen und Visionen, bei denen sich die Abgrenzungen zwischen Leben und Tod, Wirklichkeit und Traum gegeneinander verschieben, suchen sie nach ihrer Schuld gegenüber den Toten.

## Hintergrund
Elisabeth Augustin setzte sich in diesem Roman auch mit dem Tod ihrer eigenen Mutter im Vernichtungslager Sobibor auseinander und fragt nach den Möglichkeiten des Weiterlebens nach der Erfahrung der Shoah. Sie begann mit der Arbeit an diesem Werk, als sie vom Tod ihrer Mutter erfahren hatte. Die deutsche Verlegerin Lisette Buchholz notierte sich den Namen der Autorin bereits 1982 vor der Gründung ihres Verlags angesichts der umfangreichen Berlin-Amsterdam-Ausstellung. Später nahm sie den Kontakt zu Elisabeth Augustin auf, sodass das Werk 33 Jahre nach seiner Erstveröffentlichung auch in ihrer Muttersprache erschien.
Ein besonderes Kennzeichen bzw. Stilmittel Elisabeth Augustins ist das völlige Fehlen von Kommata, die Haupt- und Nebensätze trennen, oder sonstigen Trennzeichen wie ein Gedankenstrich oder ein Semikolon. Dies beschleunigt zwar das Tempo der Gedankenführung, erschwert aber auch zum Teil die Verständlichkeit, sodass man sich manche Sätze ein zweites Mal vor Augen führen möchte:
„Was für einen Wert hat eine Liebe denke ich dann die beantwortet werden will die ihre Aussagen berechnet. Man muß lieben und sich nicht darum kümmern was daraus wird wie der andre sich verhält. Pflanzen Tiere die man liebt schenken einem Gegenliebe sei es auch auf ihre Art die von vielen nicht erkannt wird. Ich glaube diejenigen die Gegenliebe erwarten wissen nicht was Liebe ist. Sie brauchen immer wieder Beweise und wenn sie kein Echo hören dann tut es ihnen leid daß sie gerufen haben dann verwandelt sich ihre Liebe in Gleichgültigkeit oder Haß.“

## Ausgaben
- Elisabeth Augustin: Labyrint, Amsterdam 1955
- Elisabeth Augustin: Auswege. Mit einem Nachwort von Pascale Eberhard. persona verlag, Mannheim 1988, 225 S., ISBN 3-924652-10-4.

## Rezensionen
- „Im Spannungsfeld zwischen authentischem Erzählen und assoziativ-visionärer Wortwelt entwickelt Elisabeth Augustin einen eigenwilligen Versuch der Befreiung von den Traumata der eigenen Geschichte. Indem Geschichte als individuelles Schicksal erfahren wird, drückt sich hier der verzweifelte Versuch aus, unmittelbar nach dem Krieg als überlebende des Grauens mit dem endgültigen Verlust geliebter Menschen fertig zu werden und weiterzuleben.“ (Kerstin Reimers, LISTEN)

- „Virtuos baut Elisabeth Augustin von Anfang an eine Welt aus Zeichen auf, darin es kein Ende der Verweisungen gibt. Keine ihrer Figuren lebt mehr ein 'wirkliches' Leben. Es ist nach 1945, und jedes Stückchen Gegenwart verbindet sich mit 'früher', Leben ist in jedem Moment fraglich. Um das zu strukturieren, greift Elisabeth Augustin zu einem Mittel, das in den 50er Jahren hochmodern war, dem polyperspektivischen Erzählen (Andersch, Böll, Frisch usw.)“ (Alexander von Bormann, die horen)[2]

## Belege
1. ↑  Viktor, Auswege. Mannheim 1988, S. 140.
2. ↑  http://www.personaverlag.de/seiten/titel/augustin_auswege.htm